# وائل نزهة
وائل نزهة (مواليد 26 مارس 1974 في النبي عثمان، لبنان) هو لاعب كرة قدم لبناني دولي سابق كان يلعب مهاجمًا. اعتزل اللعب عام 2005 مع نادي فريكلي. سجل نزهة العديد من الأهداف في العديد من المشاركات لصالح منتخب لبنان لكرة القدم من 1993 إلى 1998.

## روابط خارجية
- وائل نزهة على موقع قاعدة بيانات كرة القدم.إي يو (الإنجليزية)
- وائل نزهة على موقع ناشيونال فوتبول تيمز (الإنجليزية)